# Scheldeprijs 2012
Lo Scheldeprijs 2012, novantottesima edizione della corsa, valido come evento dell'UCI Europe Tour 2012 categoria 1.HC, si svolse il 4 aprile 2011 per un percorso di 202,2 km. Fu vinto dal tedesco Marcel Kittel, che terminò la gara in 4h30'52" alla media di 44,79 km/h.
Furono 159 in totale i ciclisti che portarono a termine il percorso.

## Squadre e corridori partecipanti
| N.      | Cod. | Squadra                     |
| ------- | ---- | --------------------------- |
| 1-8     | SKY  | Sky Procycling              |
| 11-18   | GRM  | Team Garmin-Barracuda       |
| 21-28   | OPQ  | Omega Pharma-Quickstep      |
| 31-38   | KAT  | Katusha Team                |
| 41-48   | FDJ  | FDJ-BigMat                  |
| 51-58   | LOT  | Lotto-Belisol U23           |
| 61-68   | RAB  | Rabobank Cycling Team       |
| 71-78   | VCD  | Vacansoleil-DCM             |
| 81-88   | OGE  | Orica-GreenEDGE             |
| 91-98   | RNT  | RadioShack-Nissan           |
| 101-108 | STB  | Team Saxo Bank-Tinkoff Bank |
| 111-118 | AST  | Astana Pro Team             |
| 121-128 | ALM  | AG2R La Mondiale            |

| N.      | Cod. | Squadra                       |
| ------- | ---- | ----------------------------- |
| 131-138 | ARG  | Argos-Shimano                 |
| 141-148 | LAN  | Landbouwkrediet-Euphny        |
| 151-158 | EUC  | Team Europcar                 |
| 161-168 | SAU  | Saur-Sojasun                  |
| 171-178 | TSV  | Topsport Vlaanderen-Mercator  |
| 181-188 | ACC  | Accent Jobs-Willems Veranda's |
| 191-198 | FAR  | Farnese Vini-Selle Italia     |
| 201-208 | APP  | Team NetApp                   |
| 211-218 | CSS  | Champion System               |
| 221-228 | RVL  | RusVelo                       |
| 231-238 | SPI  | SpiderTech powered by C10     |
| 241-248 | UHC  | UnitedHealthcare              |

## Ordine d'arrivo (Top 10)
| Pos. | Corridore        | Squadra       | Tempo    |
| ---- | ---------------- | ------------- | -------- |
| 1    | Marcel Kittel    | Argos-Shimano | 4h30'52" |
| 2    | Tyler Farrar     | Garmin        | s.t.     |
| 3    | Theo Bos         | Rabobank      | s.t.     |
| 4    | Romain Feillu    | Vacansoleil   | s.t.     |
| 5    | Manuel Belletti  | AG2R La Mon.  | s.t.     |
| 6    | Elia Favilli     | Farnese Vini  | s.t.     |
| 7    | Aleksandr Porsev | Katusha       | s.t.     |
| 8    | Sébastien Turgot | Europcar      | s.t.     |
| 9    | Giacomo Nizzolo  | RadioShack    | s.t.     |
| 10   | Guillaume Boivin | SpiderTech    | s.t.     |